# Hannah Schmitz
Hannah Schmitz (née McMillan) est une ingénieure britannique, née en mai 1985. Elle travaille actuellement pour l'équipe autrichienne de Formule 1 Red Bull Racing en tant qu'ingénieure principale en stratégie. Elle est considérée comme un élément clé dans la conquête des titres de Red Bull en 2021, 2022, 2023 et 2024.

## Biographie

### Éducation
En 2009, Hannah Schmitz obtient sa maîtrise en génie mécanique à l'Université de Cambridge, avec une spécialisation en théorie de l'optimisation, en analyse de régression et en modèles statistiques. À l'université, elle faisait partie de l'équipe Cambridge University Eco Racing (CUER) qu'elle a dirigé lors du World Solar Challenge en Australie. Elle y tenait le rôle de chef d'équipe mécanique.
Elle a été scolarisée au lycée de Croydon, où elle a excellé au water-polo.

## Carrière
Après avoir terminé ses études, Hannah Schmitz a commencé sa carrière chez Red Bull en novembre 2009, en tant qu'ingénieure en modélisation et en stratégie. Elle y a principalement recherché et développé de nouvelles techniques de simulation et maintenu des outils de simulation pour l'analyse, produisant régulièrement des rapports de test sur les performances passées et les stratégies futures. Elle a rapidement évolué au sein de l'équipe, passant ingénieure en stratégie senior en 2011. Elle est vite devenue un membre indispensable de l'équipe, jouant un rôle clé dans la stratégie de Red Bull Racing durant les Grands Prix. En 2021, Hannah Schmitz a été promu ingénieure principale en stratégie. A ce jour, elle travaille toujours chez Red Bull Racing.

### Temps forts en Formule 1
Les succès de Red Bull en Formule 1 qui sont attribués à Hannah Schimtz sont les suivants :
- Grand Prix du Brésil 2019 – Lors de cette course, Hannah Schmitz a pris la décision stratégique de faire arrêter Max Verstappen à trois reprises, sachant que le troisième arrêt ferait perdre au Néerlandais la tête de la course et le placerait derrière Lewis Hamilton[3]. C'est en partie grâce à cela que Max Verstappen a remporté la course. Il s'agit d'un moment fort de sa carrière puisqu'elle revenait tout juste de congé maternité, et a prouvé qu'elle était encore capable de remporter des victoires avec l'équipe[6],[7].
- Grand Prix de Monaco 2022 – La stratégie d'arrêt au stand, sous la direction d'Hannah Schmitz, a permis à Sergio Pérez de remporter la course et à Max Verstappen de finir à la troisième place[8]. Le conseiller de Red Bull, Helmut Marko, a reconnu que le résultat de l'équipe était principalement dû à Hannah Schmitz[6],[9].
- Grand Prix de Hongrie 2022 – La stratégie d'Hannah Schmitz, consistant à ne pas utiliser de pneu dur, a permis à Max Verstappen, qui partait de depuis la 10e place, de remporter la course grâce aux undercuts, Sergio Perez terminant à la cinquième place[10].
- Grand Prix des Pays-Bas 2022 – Hannah Schmitz a joué un rôle clé dans la victoire de Max Verstappen. Lors des arrêts aux stands à Zandvoort, elle a fait la différence en prenant les bonnes décisions au bon moment[11]. Le succès fut éclipsé par une campagne de diffamation dirigée contre Schmitz[12]. Elle a été présentée comme le cerveau du chaos qui a suivi en fin de course, lorsque Yuki Tsunoda et Valtteri Bottas se sont tour à tour arrêtés en piste, provoquant deux voitures de sécurité[13].

### Vie personnelle
Elle est mariée à un allemand, Markus Schmitz, avec qui elle a eu deux filles, en 2019 et 2021.

## Récompenses
En 2022, Hannah Schmitz a reçu le prix de l'ingénieure féminine de l'année, un prix créé par McLaren Applied pour récompenser les pionnières inspirantes dans le sport automobile,. Parmi les autres nommées figuraient Krystina Emmanouilides et Charlotte Phelps.